# Bach Zsófia
Bach Zsófia (Budapest, 1994. február 11. –) magyar színésznő.

## Életpályája
A Marczibányi téri Kodály-iskolába járt, ahol a karnagy édesanyja is tanította. Előbb a Városmajori Gimnáziumban tanult, majd a Pesthidegkúti Waldorf Iskolában érettségizett. 2014-2019 között a Kaposvári Egyetem színművész szakán tanult, Eperjes Károly és Spindler Béla osztályában. 2019-2020 között a Pécsi Nemzeti Színház tagja volt. 2022-től szerepel a Vidám Színpad előadásaiban.

## Filmes és televíziós szerepei
- Jóban Rosszban (2020) ...Tenki Mária
- Doktor Balaton (2021) ...Ápolónő
- Hotel Margaret (2022) ...Nővér
- Cella – Letöltendő élet (2023) ...Luca